# イラクのマムルーク朝

イラクのマムルーク朝
مماليك العراق (アラビア語)

イラクのマムルーク朝の領域（1900年）

イラクのマムルーク朝（مماليك العراق Mamālīk al-ʻIrāq）は、18世紀と19世紀初期にイラクを支配した王朝。
オスマン帝国において、 マムルークはイスラームに改宗した解放された奴隷だった。彼らは特別な学校で訓練され、軍事と行政奉仕に配備された。このようなマムルークたちはオスマン朝のイラクを1704年から1831年の間統治した。
マムルークの支配エリートは、基本的にグルジア人の役人により構成されており、オスマン帝国の支配層から自立性を獲得することに成功し、その領土において、経済的繁栄と秩序を回復した。
オスマン朝は、1831年にマムルーク体制を廃止し、第一次世界大戦まで、イラクの直接支配を課した。マムルークはイラクにおいて社会と経済を支配し続けたが、バグダードでは、管理担当者の多くは、かつてのマムルークの家系の出身者か、或いはマムルーク時代の名望家系から構成されていた。

## 背景
18世紀初期はコンスタンティノープルとバグダードの両方にとって変革の時代だった。 アフメト3世（1703年 - 30年）は、大宰相イブラヒム・パシャによるチューリップ時代の間に実施された西欧化によって影響された広範囲な改革と首都の政治的安定により注目されたが、それまでの2世紀の間、イラクはオスマン朝とサファヴィー朝というライバル国の間の戦場となり続けていた。イラクの領域は、打ち続く内訌にも悩まされていた

## ハサン・パシャの王朝
マムルークはバグダード州のパシャリク（pashaliks）、バスラ州、シャフリゾール州（Shahrizor）を支配していた。モスル州のパシャリクはイラク人のジャリリ朝を支配した。
- ハサン・パシャ（1704年 - 1723年）
- アフメド・パシャ（1723年 - 1747年）　ハサンの息子
- スレイマン・アブー・ライラ・パシャ（1749年 - 1762年）　アフメドの義理の息子
- オマル・パシャ（1762年 - 1776年）　アフメドの息子
- 大スレイマン・パシャ（1780年 - 1802年）　オマルの息子
- アリー・パシャ（1802年 - 1807年）　オマルの息子
- 小スレイマン・パシャ（1807年 - 1813年）　大スレイマンの息子
- サイド・パシャ（1813年 - 1816年）　大スレイマンの息子
- ダウド・パシャ（1816年 - 1831年）

### ハサン・パシャ（1704年 - 1723年）
バグダードにおいて ハサン・パシャ（グルジア語: ჰასან ფაშა）は、オスマン朝のグルジア人知事で、コンスタンティノープルから派遣され、彼の息子 アフメド・パシャ（1723年 - 1747年）はグルジア人マムルーク家系による州の行政と権威を確立し支配を打ちたてた。

### アフメド・パシャ（1723年 - 1747年）
ハサンの息子とその後継者アフマド（グルジア語: აჰმედ ფაშა）はマムルークの獲得を続け、軍隊と行政の中枢に彼らを昇進させた。ハサンとアフマドは、支配に属さない部族の緩衝となり、コンスタンティノープルの国庫への税金を経常的に確保し、その上イランのサファヴィー朝からの軍事的脅威に対抗する防壁となることで、オスマン朝政府（Porte）に価値ある奉仕をなしているとの印象を与えた。
1747年にアフマド・パシャが死亡した時、彼のマムルーク達は2000人からなる永続的なエリート軍団（グルジア護衛）を組織した。アフマドの死で、オスマン朝のスルタンは、これらマムルークが権力を掴むことを妨げようと試み、バグダードに彼の代官（ワーリー）として外部の人員を派遣した。しかしアフマドの義理の息子スレイマン・アブー・ライラは、赴任先のバスラから、彼のグルジア人護衛のリーダーとしてバグダードに進軍し、オスマン朝の知事を追放し、この後84年間のマムルークによるイラク支配が始まった
。

### スレイマン・アブー・ライラ・パシャ（1749年 - 1762年）
1750年までに スレイマン・アブー・ライラ（グルジア語: სულეიმან აბუ ლაილი）はバグダードに誰もが認める統治者としての地位を確立し、オスマン政府にも、イラクの最初のマムルークのパシャとして認識された。新しい支配体制はオスマン朝政府からより自立し、アラブ人とクルド人部族の抵抗に対する緩衝となる戦略に乗り出した。彼らは南部におけるアル・ムンタフィク（Al-Muntafiq）への対抗勢力となり、バスラを彼らの支配下に置いた。彼らはヨーロッパ人と貿易し、1763年にバスラに東インド会社の代理人を置くことを許可した。

### オマル・パシャ（1762年 - 1776年）
マムルーク支配体制の後継者達は、まだオスマン朝の宗主権とイラクの宗教エリート層に依存していた。オスマン政府は時々、バグダードの扱いづらいパシャを廃そうとしたが、マムルーク達は太守国（pashalik）を維持し、支配を拡張しようとさえしていた。彼らは独自に後継者を取り決めることには失敗し、競合する他のマムルーク家系の党派が徐々に形成され、継続的な権力闘争を引き起こした。マムルーク支配に対するもう一つの脅威はイランの復活した支配者カリム・ハーンによりもたらされた。彼はイラクを侵略し、マムルークの将軍スルタン・アー（Sulayman Aga）による頑強で長い抵抗の後、1776年にバスラの統治者として、彼の兄サーデク・ハーン（Sadiq Khan）を置くことに成功した。オスマン政府（Porte）は、この危機を利用して オマル・パシャ（グルジア語: ომარ ფაშა）を更迭し、非マムルークを統治者に据えが、彼は命令を実行できなかった。

### 大スレイマン・パシャ（1780年 - 1802年）

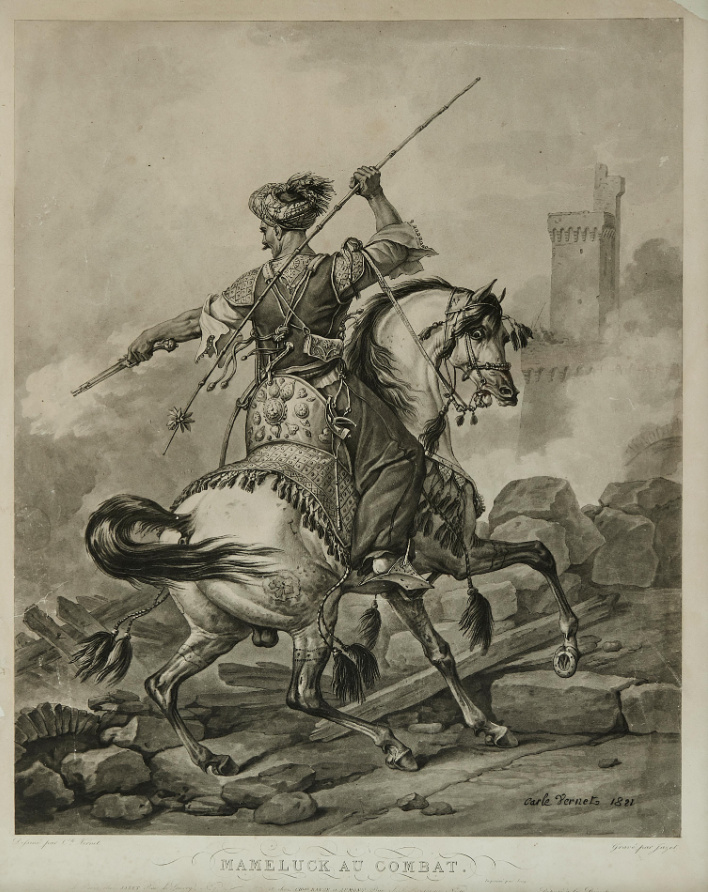
オスマン帝国のマムルーク騎兵（カルル・ヴェルネ画、1810年）

1779年、大スレイマン・パシャ（グルジア語: სულეიმან ბუიუქი）は、追放先のシーラーズから戻り、1780年バグダードとバスラとシャフリゾールの知事職を獲得した。このスレイマン・パシャはBüyük（トルコ語で"偉大"）の異名で知られ、彼の統治（1780年 - 1802年）は当初は効果的だったが、老いるとともに弱くなり、彼の氏族を強化するために多くのグルジア人を呼び寄せ、党派にわかれたマムルーク諸家系にたいして優位を確立し イェニチェリの影響を制限した。彼は経済を育成し、商業をてこ入れし続け、ヨーロッパと交渉を行い、1798年にスレイマンがバグダードに任命された英国の永続代理人のための許可を与えた時は大きな後押しをした。しかし、彼のアラブ部族への奮闘はほとんど成功せず、1801年にワッハーブ派によるカルバラーでのシーア派寺院の略奪では問題が蓄積した。
イラクのクルド人の町 スレイマニーヤはスレイマン・パシャの時代に建設され、後に彼の名前がつけられた。

### アリー・パシャ（1802年 - 1807年）
1802年の権力闘争の後、大スレイマン・パシャの後をアリー・パシャが継承した（グルジア語: ალი ფაშა）。彼は1803年と1806年にヒーラとナジャブでおこったワッハーブ派の蜂起を鎮圧したが、シリア砂漠の支配の確立には失敗した。

### 小スレイマン・パシャ（1807年 - 1810年）
1807年にアリー・パシャが暗殺された後、彼の甥の小スレイマン・パシャが知事を継いだ。州の自立性は制限される方向に傾き、スルタン マフムド二世（1808年 - 39年）は1810年にバグダードからマムルークを追放する最初の試みを行なった。オスマン朝の軍隊はスレイマンを排除し、殺害したが、再度イラクの統制を維持することには失敗し、1816年には、いまひとつの苦い確執の後、スレイマンのエネルギッシュな義理の息子ダウド・パシャは、彼の競争者であるサイド・パシャ（グルジア語: საიდ ფაშა; 1813年 - 16年）を追放し、バグダードを支配下に置いた。オスマン朝政府は彼の権威を承認した。

### ダウド・パシャ（1816年 - 1831年）
ダウド・パシャ（グルジア語: დაუდ ფაშა）はイラクのマムルークの最後の統治者だった。 ダウド・パシャは重要な近代化政策を開始し、運河の浚渫、産業の育成、ヨーロッパ人の指導のもとに軍隊の改革、印刷機の導入を実施した。彼は華やかで手の込んだ宮廷の環境を維持した。その上アラブ部族との日常的なトラブルとシェイクたちとの不和がありババンのクルド人諸侯国に影響力をもるイランとの騒乱とクルド人との深刻な争いに巻き込まれた。イラン人による侵攻が重なり、1818年にはイラン人によるスレイマニヤの占領に発展した。後にダウド・パシャは1826年のコンスタンティノープルにおけるイェニチェリの廃止を利用し、地方の独立勢力としてのイェニチェリを取り除いた。
その一方、イラクにおける自律体制の存在は、長期間心配の種となっており、エジプトのムハンマド・アリー・パシャがオスマン朝のシリアへ干渉をはじめた時、オスマン政府を脅かした。1830年、スルタンは、ダウド・パシャの解任を発令したが、命令書を持った使者はバグダードで逮捕され処刑された。1831年にアリー・リダー・パシャの指揮下、オスマン軍はアレッポからイラクに進軍した。腺ペストの流行と洪水によりイラクは荒廃し、バグダードの10週間にわたる封鎖は大飢饉を招いて降伏した。ダウド・パシャはイラクの地元の聖職者からの反対にも直面し、オスマン軍に降伏し、身柄を委ねた。彼の人生は1851年に終わり、メディーナの寺院の管理人として晩年を過ごした。1831年にバグダードでスルタンの新知事が到着し、オスマン軍によるイラクの直接支配が始まった。
新しいオスマンの知事であるアリー・リダー・パシャは、最後のマムルークのパシャ（太守）が廃された後でさえ、バグダードにおける自律的なマムルーク層の広まりに直面した。彼は後に前マムルーク知事小スルタン・パシャの娘と結婚した。

## 関連書籍
- Nieuwenhuis, Tom (1982), Politics and Society in Early Modern Iraq: Mamluk Pashas, Tribal Shayks and Local Rule between 1802 and 1831. Springer, ISBN 90-247-2576-3.